# Багатовіковий дуб (Чернігів, урочище «Святе»)
Багатовікови́й дуб — ботанічна пам'ятка природи місцевого значення в Україні. Розташована в південній частині міста Чернігів, поруч з проспектом Миру.
Площа 0,01 га. Статус дано згідно з рішенням Чернігівського облвиконкому від 27.04.1964 року № 236; від 10.06.1972 року № 303; від 27.12.1984 року № 454; від 28.08.1989 року № 164. Перебуває у віданні: Чернігівське РБД «Зеленбуд».
Статус дано для збереження одного екземпляра вікового дуба.
Пам'ятка природи «Багатовіковий дуб» розташована в межах заповідного урочища «Святе».

## Галерея

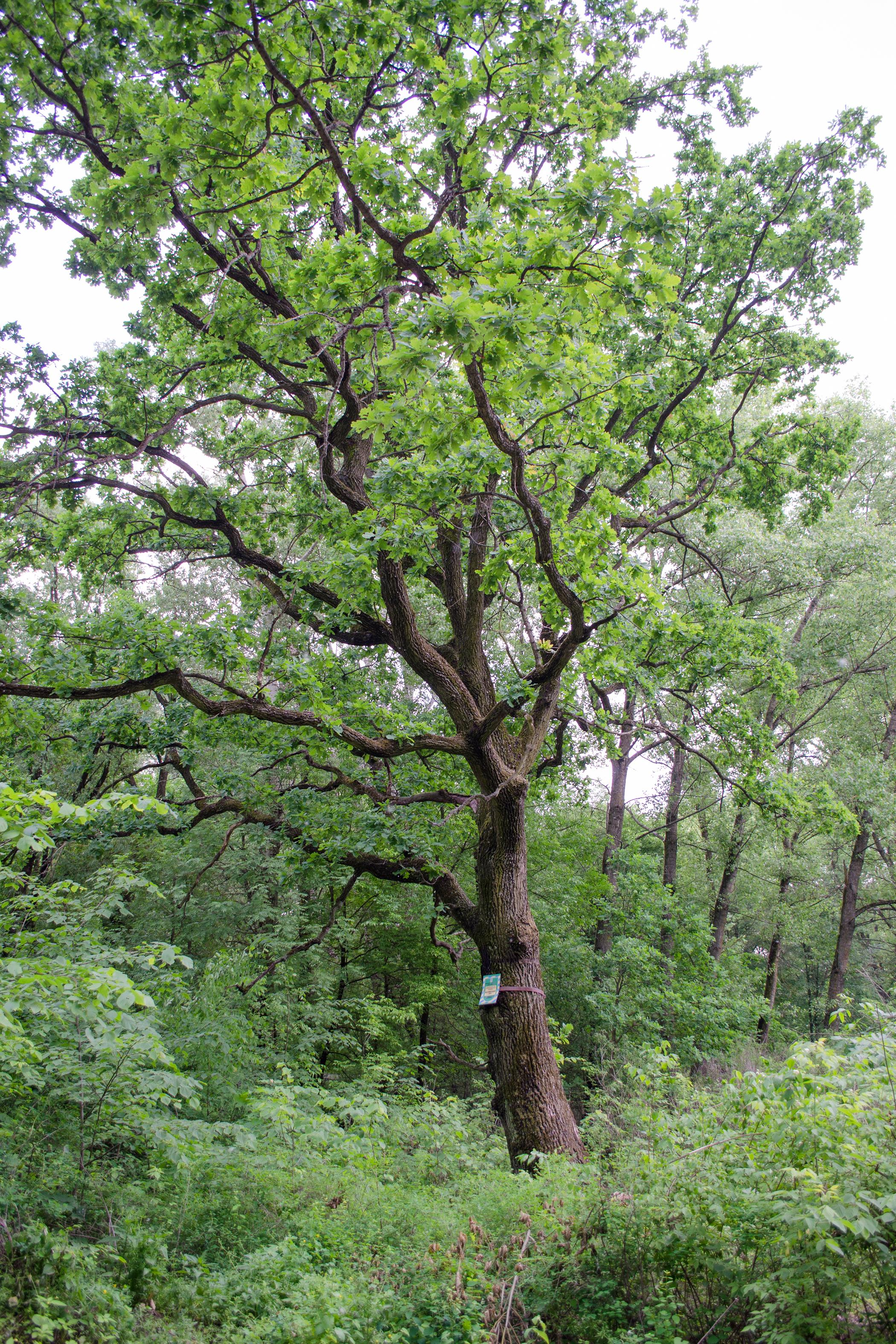
Багатовіковий дуб, залишилась одна половина
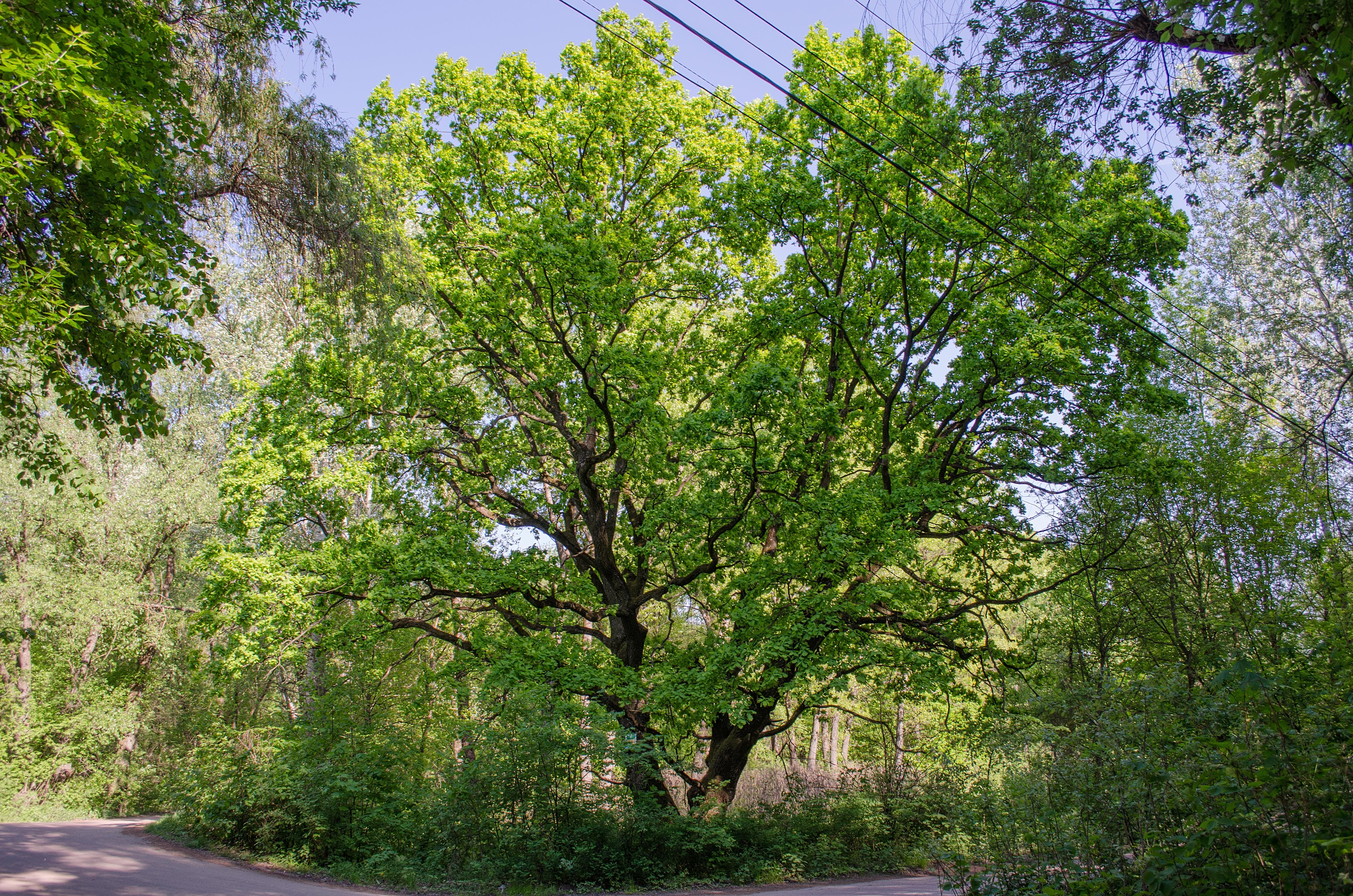
Чернігів. Багатовіковий дуб в урочищі Святе
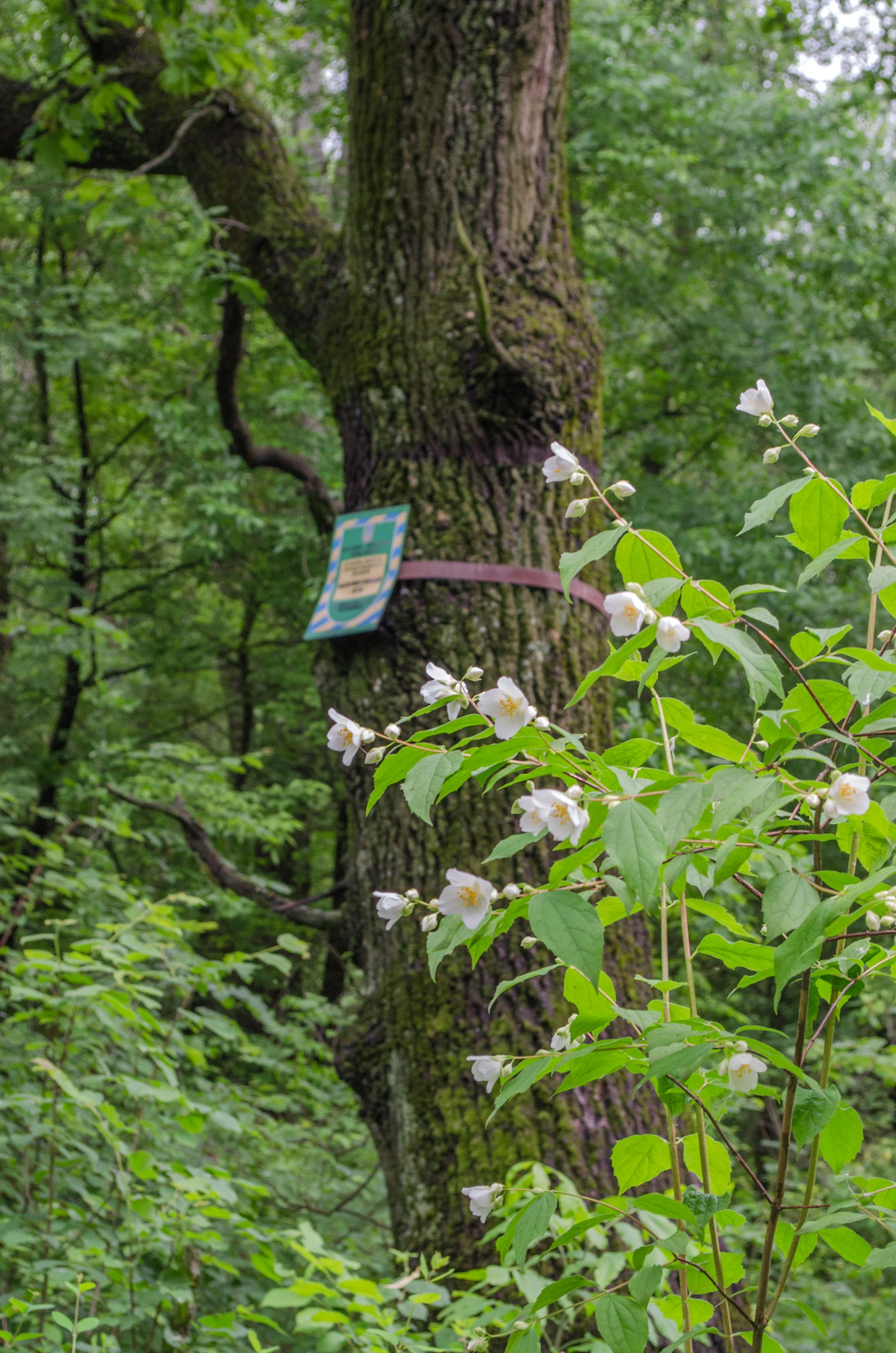
Жасмин біля дубу